# Partidul Socialist Țărănesc
Partidul Socialist Țărănesc a fost un partid politic politic de stânga, marxist, antifascist și țărănesc, condus de academicianul Mihai Ralea. Partidul a mai avut o filială de social-democrați radicali, condusă de Lothar Rădăceanu. Ulterior, a fost absorbit de Frontul Plugarilor. 